# Yolanda Be Cool

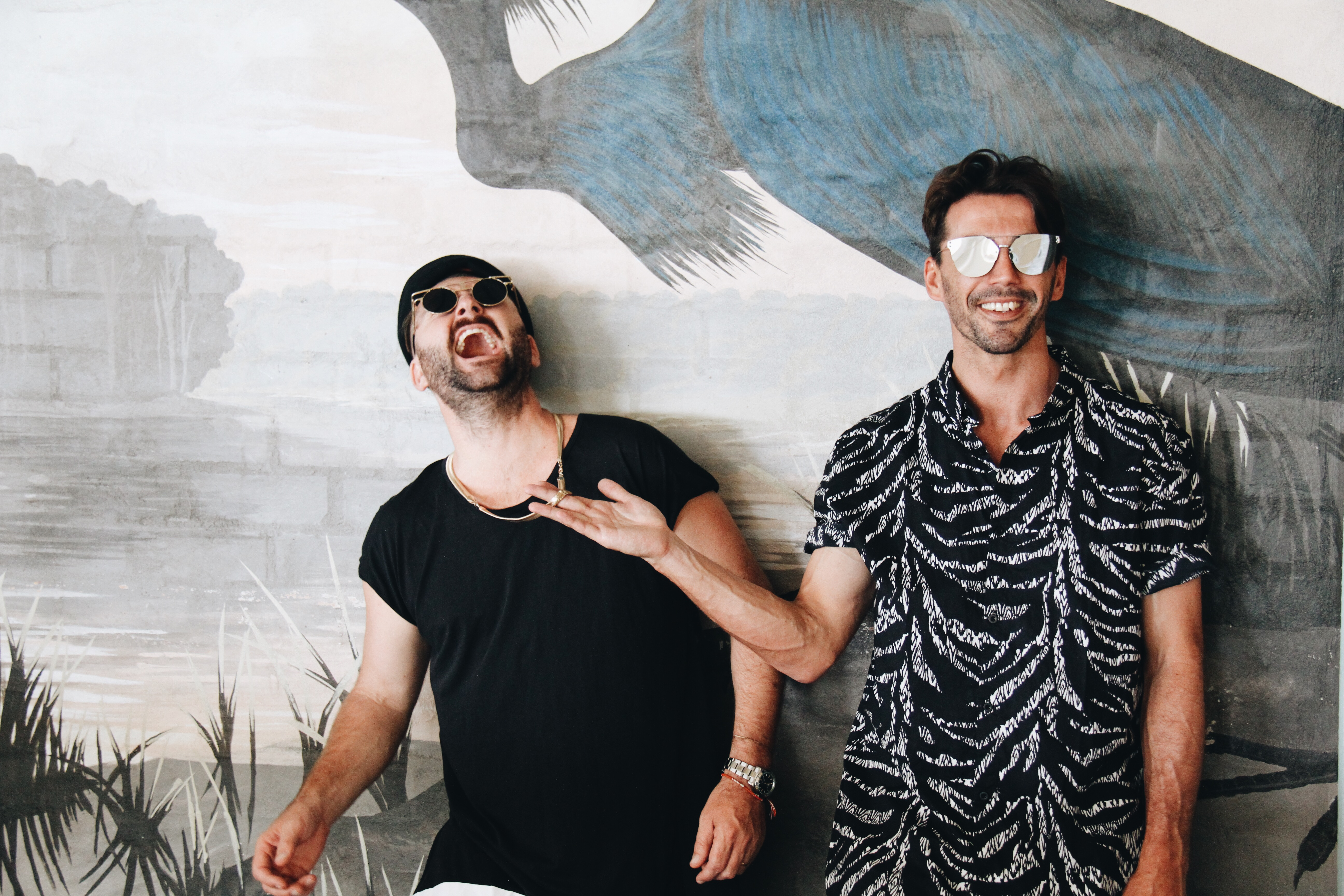

Yolanda Be Cool은 실베스터 마르티네즈(Sylvester Martinez)와 두랭고 슬림(Johnson "Durango Slim" Peterson)으로 이루어진 오스트레일리아의 2인조 전자 음악 그룹이다. 그룹명인 'Yolanda Be Cool'은 미국의 영화 감독인 쿠엔틴 타란티노의 영화인 펄프 픽션에서 나오는 대사에서 유래했다.

## 결성 및 활동
2010년에 Yolanda Be Cool은 프로듀서 DCUP와 같이, 레나토 카로소네(Renato Carosone)의 "Tu vuò fà l'americano"을 샘플링한 "We No Speak Americano"을 발매했다. 같은 해 "We No Speak Americano"는 16개국 20개 차트에서 1위를 기록하는 큰 성공을 거두었다.